# Współbrzmienie (literatura)
Współbrzmienie – zgodność fonetycznej budowy zestawianych w utworze literackim wyrazów. Różne rodzaje współbrzmień mieszczą się w ramach instrumentacji głoskowej. Najpowszechniejsze współbrzmienia to rym i aliteracja. Ogólniejszy charakter mają harmonia konsonantyczna i harmonia wokaliczna. Współbrzmienia, łącząc słowa na zasadzie fizycznego podobieństwa, kojarzą je również, w mniejszym lub większym stopniu, znaczeniowo (paronomazja).
Jako jeden z pierwszych ogółem współbrzmień w utworze, nie tylko rymem końcowym, zajmował się Kazimierz Wóycicki. Pierwszoplanowym obiektem badań współbrzmienia uczynili strukturaliści, zwłaszcza Jan Mukařovský i Roman Jakobson. Badania strukturalistów kontynuował Jurij Łotman. Pierwszą w Polsce stricte strukturalistyczną analizę współbrzmień przedstawiła Stefania Knisplówna. Monograficze ujęcia dała również Lucylla Pszczołowska. Współcześnie teorią i praktyką współbrzmień zajmują się między innymi Katarzyna Lesiak, Monika Opalińska i Sławomir Studniarz.